# Wildwissel Woeste Hoeve
Wildwissel Woeste Hoeve is een natuurbrug, of ecoduct over de A50 tussen Apeldoorn en Arnhem, vlak bij buurtschap Woeste Hoeve. Het is in 1988 tegelijk met Wildwissel Terlet geopend bij de opening van de A50 tussen knooppunt Waterberg en de afrit Hoenderloo. Hiermee zijn deze twee ecoducten de oudste van Nederland. Het ecoduct overspant naast de A50 ook de Oude Arnhemseweg en vormt een verbinding voor het wild op de Veluwe. De verbinding maakt deel uit van de ecologische hoofdstructuur van Nederland.

## Geschiedenis
Al tien jaar eerder werd geconstateerd dat de weg tussen die steden veel slachtoffers maakte doordat wild de weg overstak. Het leefgebied van herten op de Veluwe werd door de weg in tweeën gedeeld;  de dieren de weg moesten oversteken met de ongelukken als gevolg. In 1980 werden plannen omgezet in daden toen 2,5 miljoen gulden werd vrijgemaakt voor een cerviduct (Cervidae staat voor hertachtigen). De aanleg van het nieuwe stuk snelweg werd vanwege diverse factoren opgehouden. In 1984 viel het besluit de weg te verbreden en tegelijkertijd de twee kunstwerken aan te leggen. Er was druk overleg tussen de ministeries van Verkeer en Waterstaat en Landbouw voor nodig, alsmede een bijdrage van Natuurmonumenten en de Vereniging tot behoud van het Veluwse Hert. De prijs voor de twee wildviaducten zou zijn opgelopen tot 16 miljoen gulden. Voor en na de oplevering zag niet iedereen het nut in van deze twee viaducten, maar de Vereniging tot behoud van het Veluwse Hert weigerde te spreken van weggegooid geld.

## Kunstwerk
Het bouwkundig kunstwerk is een ontwerp van esthetisch architect Wim Snieder werkend voor Rijkswaterstaat in samenwerking met de technische kennis van ingenieursafdeling van die rijksdienst. Het bijzondere van het bouwwerk is dat het eruitziet als een tunnel, maar in basis een viaduct is. Op de bovenzijde trekken wilde dieren over het viaduct, om de dieren naar de vijftig meter brede overspanning te geleiden is aan beide zijden een trechterwerk van rasters bedacht. Op de randen van het viaduct waren struiken etc. geplant om licht en geluid bij de dieren weg te houden. Op de overspanning lag voorts een twee tot drie meter dikke laag grond, zodat ook daardoor isolatie ontstond. Door in aanloop naar het complex hellingen te creëren en de tunnelbuizen in dezelfde hellingen te bouwen lijkt het erop dat de automobilist de grond in duikt, maar in wezen stuit hij op een doorgegraven aarden muur. Snieder plaatste drie doorgangen bestaande uit golfplaten steunende op een betonnen ondergrond. De twee voor de snelweg zijn circa zestien meter breed en acht meter hoog; een parallel (uiterst rechts op de foto) is slechts twaalf bij 6,5 meter. 